# Зачаття Діви Марії
Свято Зачаття Діви Марії — назва свята, дана в Тридентійському календарі 8 грудня.

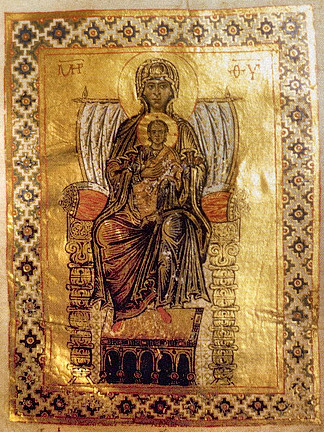
Східно-православна ікона Богородиці Панахранти XI століття, тобто Марія "Всепорочна".

У нинішньому загальноримському календарі свято називається Урочистістю Непорочного Зачаття Пресвятої Богородиці. У Східній православній церкві віруючі святкують 9 грудня літургійне свято, яке називається Зачаттям Божої Матері, яке раніше частіше називали Святом Зачаття святої Анни. Східне свято не належить до числа Великих свят, а як свято меншого рейтингу.
На відміну від католицької церкви, яка відзначає це свято 8 грудня, східне свято відзначають не точно за дев'ять місяців до свята Різдва Пресвятої Богородиці (8 вересня), а через день.
Хоча Східна православна церква визнає виняткову святість Божої Матері, яку вона святкує як непорочну (ахрантос), вона не пішла шляхом римо-католицизму, рухаючись до визнання її Непорочного Зачаття догмою.
1854 року римо-католицька церква в безпомилковому виступі Папи Пія IX проголосила, що Пресвята Діва Марія звільнилася від плям первородного гріха, скоєних Адамом та Євою в Едемському саду. Православна церква відкидає уявлення, прийняте в римо-католицькій доктрині про непорочну концепцію — про те, що провина за гріх Адама та Єви передається всьому людству. Східно-православний богослов отець Томас Гопко пояснює: «Православна церква, особливо нині, не називає свято Марії «непорочним зачаттям». Це не обов'язково тому, що православні вважають зачаття Марії якось «макулярним» або «заплямоване» (macula означає «пляма» на латині). Це просто означає, що православні не хочуть підтримувати переконання, що Бог якось повинен був втрутитися в момент зачаття Марії спеціально, щоб усунути «пляму» первородного гріха, переданий актом розмноження людини, бо, простіше кажучи, православні не вважають, що така «пляма» існує.
Православна теологія вчить, що всі люди, включаючи Діву Марію, яка є «простою людиною», як і всі ми, — на відміну від її Сина Ісуса, який є «справжньою людиною», але не «простою людиною», оскільки Він є втіленим Сином і Слово Боже — народжуються у впалому, пов'язаному смертю, осеєному демонами світі, «форма якого минає» (1 Кор. 7:31). Ми всі народжені смертними й прагнемо до гріха. Але ми не народжуємось винними в жодному особистому гріху, звичайно, не в тому, хто нібито скоїв «в Адамі». Ми також не народжуємося заплямованими через те, як нас зачали статевий союз наших батьків. Якщо статевий союз у шлюбі в будь-якому сенсі є грішним або сам по собі є причиною будь-якої гріховності або плями, навіть в умовах «впалого світу», то, як навчав навіть суворий святитель Іоанн Златоуст, Бог є грішником, оскільки Він зробив нас такими, чоловіками та жінками, з самого початку. ... Марію зачали її батьки, як зачали нас усіх. Але в її випадку це чистий акт віри та любові, підкоряючись Божій волі, як відповідь на молитву. У цьому сенсі її концепція справді «бездоганна». А його плід — жінка, яка назавжди залишається найчистішою Дівою і Богородицею. Приходьте, давайте танцювати в дусі! Співаймо гідні хвали Христу! Святкуймо радість Йоакима та Анни, зачаття Матері Божого нашого, бо вона плід благодаті Божої.» — о. Томас Гопко: Зимова Пасха: Розділ 9